# プラハの戦い
プラハの戦い（ドイツ語: die Schlacht von Prag, Schlacht bei Šterboholy, チェコ語: bitva u Štěrbohol, bitvou u Prahy）は、1757年5月6日にプラハ城外で行われた、七年戦争におけるプロイセン軍とオーストリア軍との会戦である。プロイセン軍が勝利した。

## 背景
前年に始まった七年戦争は、この年から各国ともに本格的な交戦に入った。プロイセンは先制攻撃の有利を得て、前年中に全ザクセンを占領して兵站基地化し、オーストリアはその救援に失敗したが、そのかわり自国での防備を固める時間を得た。プロイセンはシュレージェンとザクセンで、オーストリア軍はベーメンとメーレンでそれぞれ冬営に入った。
オーストリア軍の総司令官は皇帝フランツ1世の弟カール・アレクサンダー公子であった。その後見役であるマクシミリアン・ユリシーズ・フォン・ブラウンは、フリードリヒ大王は必ずや攻勢を仕掛けてくるから、その前にこちらから攻め込んで主導権を握り、ベーメンではなくザクセンを戦場とすべきだと進言した。しかしカールはこれを用いなかった。
この春に大王が行った機動は、ナポレオニックな戦争のやり方の先行例として知られる。すなわち、大王はオーストリア軍が広く分散宿営していることを利用して、自軍では冬営を畳むと同時に、これを1箇所に集結させず4個軍団が東西2方向から同時にプラハ目指して前進するという求心作戦を用いた。大王直率軍団とアンハルト＝デッサウ軍団がザクセンから、シュヴェリーン軍団とベーヴェルン軍団がシュレージェンからそれぞれ侵攻した。
またしても先手を取られたオーストリア軍は、分散されたままの部隊を急遽退却させ、捕捉されないようにするのが精いっぱいで、プロイセン軍の進撃を阻止することができなかった。4月21日にはライヘンベルクの戦いで双方の軍団が交戦し、オーストリアが敗北した。
こうして両軍はプラハに集結した。オーストリア軍はプラハ城内に1万5千の兵を入れて守らせると、残り6万でその東に陣を敷いた。一方プロイセン軍も、ヤーコプ・フォン・カイトを分派してヴルタヴァ川左岸からプラハを抑えさせ、主力をオーストリア軍に向けて決戦を望んだ。その兵力は6万4千であった。

## 戦闘

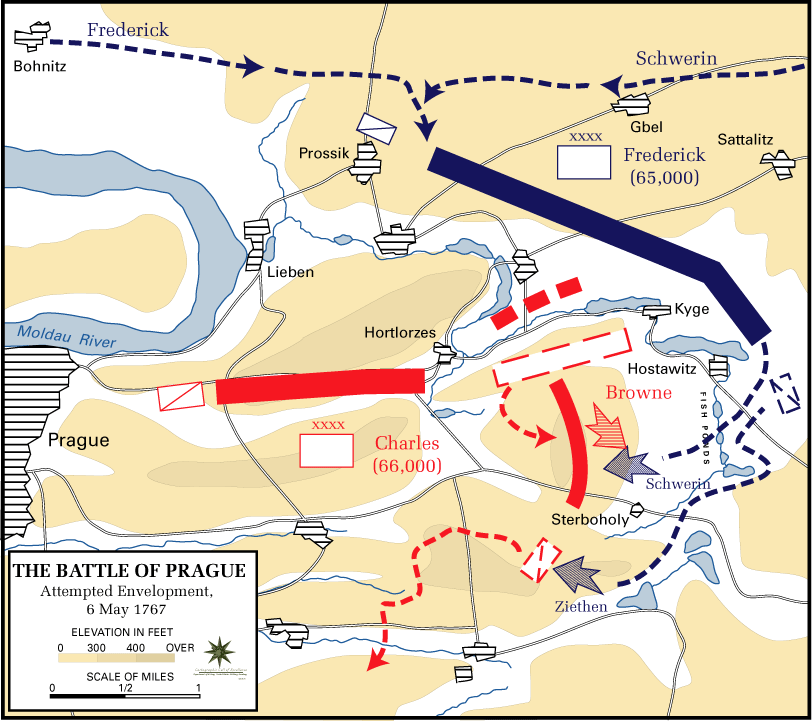
プラハの戦い前半

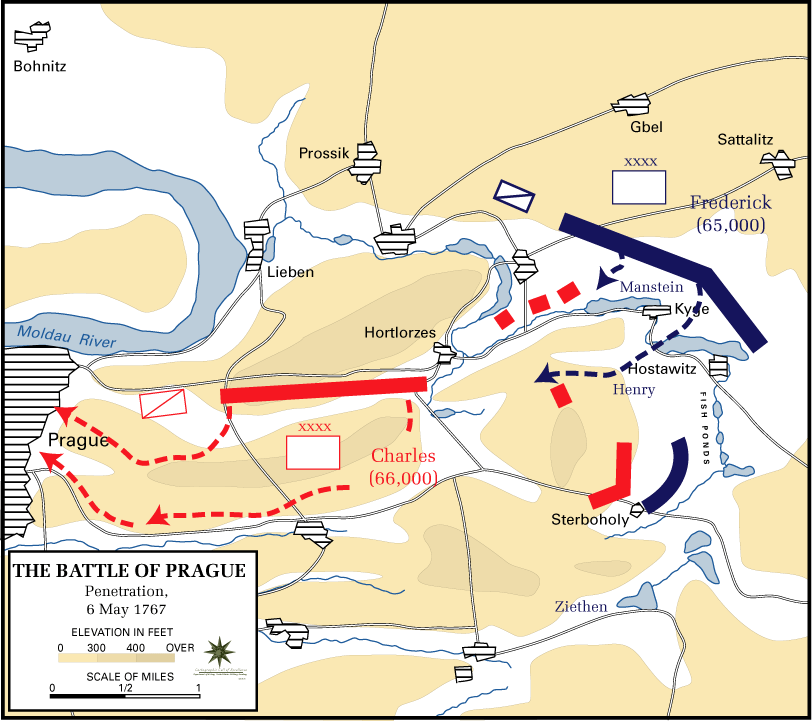
プラハの戦い後半

七年戦争において大王は敵片翼への集中攻撃を行うことが多く、今回もシュヴェリーンにオーストリア軍右翼への攻撃を命じた。これに対してシュヴェリーンは地形の偵察が必要と答え、ハンス・カール・フォン・ヴィンターフェルトがこれを行った結果、敵右翼前面には草地が広がっていて攻撃に適すと報告した。
こうしてプロイセン軍は攻撃に着手した。シュヴェリーンが主攻を担い、その左翼をハンス・ヨアヒム・フォン・ツィーテンの騎兵隊が援護したのだったが、実際にその場所に着いてみると、ヴィンターフェルトは丘の斜面しか見ておらず、地形の凹凸でそれが見えなかったのだが、オーストリア軍陣地の前に広がっていたのは草地どころか沼地で、オーストリア軍はその向こう側で丘に陣取って有利な位置を占めていた。
ブラウンはプロイセン軍による右翼への攻撃に対し急いで部隊を移動させ、相対させた。結果として陣形はＬ字型になった。プロイセン軍は沼地を越えるまでにオーストリア軍の強力な砲撃を受け、丘を登ろうとしてオーストリア軍の猛射を浴びた。ヴィンターフェルトは撃たれて後送され、部隊には動揺が走って前進が止まった。シュヴェリーンは兵士たちを奮い立たせるために軍旗を掲げて最前列に立ち、再び前進させようとしたが、銃弾を受けて戦死した。オーストリア軍でもブラウンが撃たれて重傷を負い、プラハに送られた。
右翼のオーストリア軍はプロイセン軍の攻撃を防ぎ、反撃によって逆に圧迫しつつあった。しかし同時にその過程で、右翼と中央とのあいだに間隙を生じさせていた。大王は左翼部隊を立て直すとともに、第二戦列を投入してオーストリア軍を攻撃させた。ベーヴェルンや、ブラウンシュヴァイク、ハインリヒ王子らが、オーストリア軍左翼を攻撃しつつ、中央の間隙に向かって攻勢に出てオーストリア軍を分断した。ツィーテンの騎兵部隊はオーストリア軍の最右翼を突破して後方に傾れ込み、オーストリア軍の混乱を助長した。
ついにオーストリア軍は崩れ、大部分がプラハ城内に逃げ込み、プラハに逃げられなかった残りの部隊は遠くの友軍目指して敗走した。

## 結果
プロイセン軍は、カールと4万の軍隊をプラハに囲むこととなった。大王はカールに対して降伏を勧告したが、カールはメーレンのダウン軍の救援を期待してこれを拒否した。
オーストリア軍は1万7千の兵を失ったが、プロイセン軍も側面攻撃の失敗により1万4千を失った。したがって戦術的には小勝利といえる。しかし、戦略的にはその勝利は大きいものであった。オーストリア軍の主将のカールと主力たる4万もの軍隊を包囲下に置くことができたからである。そしてそれをもたらしたのは大王の優れた機動であった。もしこの軍団が降伏すれば、オーストリアの権威と戦力は決定的打撃を受け、ウィーン進軍も困難ではなくなったであろう。
「…その結果オーストリア軍は会戦に敗れて完全な破局に陥ったのである。軍の三分の二と総司令官とが、プラハで合囲されねばならなかったのだから、破局と称せられても仕方があるまい。」

## 参考資料
- 村岡晢『フリードリヒ大王 啓蒙専制君主とドイツ』（清水書院、1984年）
- 飯塚信雄『フリードリヒ大王 啓蒙君主のペンと剣』（中公新書、1993年）
- S.フィッシャー＝ファビアン 著＼尾崎賢治 訳『人はいかにして王となるか』Ⅰ、Ⅱ（日本工業新聞社、1981年）
- クラウゼヴィッツ 著＼篠田英雄訳『戦争論』（岩波文庫、1968年）
- 林健太郎、堀米雇三 編『世界の戦史6 ルイ十四世とフリードリヒ大王』（人物往来社、1966年）
- 伊藤政之助『世界戦争史6』（戦争史刊行会、1939年）
- 久保田正志『ハプスブルク家かく戦えり ヨーロッパ軍事史の一断面』（錦正社、2001年）
- 有坂純 著「戦史分析 七年戦争」『歴史群像』N0.64 （学習研究社、2008年）
- preussenweb